# Leonardo Vidal Riella
Leonardo Vidal Riella é um médico nefrologista e professor brasileiro. Tornou-se notório internacionalmente por liderar a equipe que efetuou o primeiro xenotransplante de rim de porco para ser humano.
Graduou-se pela Universidade Federal do Paraná (UFPR) em 2003, posteriormente concluiu residência em clínica médica e nefrologia pelo� Brigham and Women's Hospital e no Massachussets General Hospital, instituições pertencentes à Universidade de Harvard. Posteriormente, defendeu doutorado em imunologia de transplante pela Escola Paulista de Medicina (EPM) da Universidade Federal de São Paulo (Unifesp). É professor do Massachussets General Hospital. Em 2019, desenvolveu um método de detecção de rejeição de transplante por exame de urina.
É filho do médico nefrologista Miguel Carlos Riella. 